# شهرستان سوت-خولسکی
شهرستان سوت-خولسکی (به لاتین: Sut-Kholsky District) یک شهرستان در روسیه است که در تووا واقع شده‌است.